# Fasola Piękny Jaś z Doliny Dunajca
Piękny Jaś z Doliny Dunajca – odmiana handlowa fasoli wielokwiatowej (Phaseolus coccineus), uprawianej w jedenastu gminach Małopolski. Posiada oznaczenie Chroniona Nazwa Pochodzenia Unii Europejskiej. Nasiona fasoli „Piękny Jaś” zostały wpisane  28 listopada 2006 r. na listę produktów tradycyjnych Ministerstwa Rolnictwa i Rozwoju Wsi.

## Charakterystyka
Nasiona tej fasoli należą do największych w obrębie gatunku fasola wielokwiatowa. Masa tysiąca nasion wynosi od 1100 do 1500 g, w zależności od warunków glebowych i przebiegu warunków meteorologicznych w okresie wegetacji. Charakteryzują się także podwyższoną w stosunku do innych odmian zawartością magnezu, który pochodzi z lokalnej, bogatej w niego, gleby. Kształt mają nerkowaty, spłaszczony, a zabarwienie białe, jednolite. Smak nieco słodkawy. Tradycja uprawy fasoli w dolinie Dunajca wykształciła się z uwagi na dobre, miejscowe warunki: rzeczna dolina gwarantuje małą siłę wiatru, a częste poranne mgły chronią przed gwałtownymi skokami temperatur. Dolina Dunajca to jedyny region w Polsce, w którym uprawia się nadal na dużą skalę fasolę tyczną. Według GUS w 2003 roku powierzchnia zasiewów jadalnych roślin strączkowych w województwie małopolskim wynosiła ogółem 1677 ha, w tym w podregionie krakowsko-tarnowskim 1512 ha.

## Przetwory
Lokalnie z Pięknego Jasia wytwarza się różnorodne produkty kulinarne: zupy, pasztety, rolady, pierogi z farszem, torty, ciasta, kiełbasę fasolową oraz wódkę na bazie fasoli. 

## Gminy
Wykaz gmin, w których dopuszczona jest uprawa fasoli z chronionym oznaczeniem:

- Czchów,
- Gręboszów,
- Gródek nad Dunajcem,
- Pleśna,
- Radłów,
- Tarnów,
- Wierzchosławice,
- Wietrzychowice,
- Wojnicz,
- Zakliczyn,
- Żabno.